# Monte Abellio
Monte Abellio este o arie protejată (arie specială de conservare — SAC, sit de importanță comunitară — SCI) din Italia întinsă pe o suprafață de 744 ha, integral pe uscat.

## Localizare
Centrul sitului Monte Abellio este situat la coordonatele 43°53′28″N 7°34′24″E / 43.891111°N 7.573333°E.

## Înființare
Situl Monte Abellio a fost declarat sit de importanță comunitară în iunie 1995 pentru a proteja 1 specie de plante și 36 de specii de animale. Situl a fost protejat și ca arie specială de conservare în aprilie 2017.

## Biodiversitate
Situată în ecoregiunea mediteraneană, aria protejată conține 8 habitate naturale: Păduri de Quercus ilex și Quercus rotundifolia, Pajiști uscate seminaturale și facies de acoperire cu tufișuri pe substraturi calcaroase (Festuco-Brometalia) (* situri importante pentru orhidee), Peșteri inaccesibile publicului, Pante stâncoase calcaroase cu vegetație casmofită, Păduri aluvionare cu Alnus glutinosa și Fraxinus excelsior (Alno-Padion, Alnion incanae, Salicion albae), Pseudostepă cu ierburi și specii anuale de Thero-Brachypodietea, Fânețe de joasă altitudine (Alopecurus pratensis, Sanguisorba officinalis), Păduri de pin mediteraneene cu pini mezogeni endemici.
La baza desemnării sitului se află mai multe specii protejate:
- plante (1): Gentiana ligustica
- păsări (31): ciocârlie-de-câmp (Alauda arvensis), Alectoris rufa, fâsă de pădure (Anthus trivialis), șorecarul comun (Buteo buteo), caprimulg (Caprimulgus europaeus), sticlete (Carduelis carduelis), Carduelis citrinella, florinte (Chloris chloris), erete vânăt (Circus cyaneus), corb (Corvus corax), cuc (Cuculus canorus), presură de grădină (Emberiza hortulana), măcăleandru (Erithacus rubecula), vânturel roșu (Falco tinnunculus), cinteză (Fringilla coelebs), sfrâncioc roșiatic (Lanius collurio), câneparul (Linaria cannabina), ciocârlie de pădure (Lullula arborea), pițigoi mare (Parus major), pițigoi de brădet (Periparus ater), viespar (Pernis apivorus), ciocănitoarea verde (Picus viridis), Prunella collaris, brumăriță de pădure (Prunella modularis), silvie cu cap negru (Sylvia atricapilla), silvie mediteraneană (Sylvia melanocephala), Tachymarptis melba, pănțărușul (Troglodytes troglodytes), mierlă (Turdus merula), sturz-cântător (Turdus philomelos), sturzul de vâsc (Turdus viscivorus)
- amfibieni (1): Speleomantes strinatii
- mamifere (3): lupul (Canis lupus), liliacul mare cu potcoavă (Rhinolophus ferrumequinum), liliacul mic cu potcoavă (Rhinolophus hipposideros)
- nevertebrate (1): croitorul mare al stejarului (Cerambyx cerdo)

Pe lângă speciile protejate, pe teritoriul sitului au mai fost identificate 15 specii de plante, 2 specii de mamifere, 1 specie de nevertebrate, 3 specii de reptile.